# Финал Клубного чемпионата мира по футболу 2022
Финал Клубного чемпионата мира по футболу 2022 — финальный матч Клубного чемпионата мира 2022, который проходил в Марокко. Этот финал стал девятнадцатым в истории Клубного чемпионата мира, турнира, организуемого под эгидой ФИФА между победителями клубных турниров каждой из шести конфедераций и победителем чемпионата страны-хозяйки.
Финал был разыгран между испанским клубом «Реал Мадрид», представляющим УЕФА как победитель Лиги чемпионов УЕФА 2021/22, и саудовским «Аль-Хилялем», представляющим АФК.
Игра прошла 11 февраля 2023 года в Рабате на стадионе «Принц Мулай Абдалла».

## Команды
| Клуб        | Конфедерация | Предшествующие финалы (жирным выделены годы побед)                   |
| ----------- | ------------ | -------------------------------------------------------------------- |
| Реал Мадрид | УЕФА         | МК: 5 (1960, 1966, 1998, 2000, 2002) КЧМ: 4 (2014, 2016, 2017, 2018) |
| Аль-Хиляль  | АФК          | Дебют                                                                |

Примечание: 27 октября 2017 года ФИФА де-юре признала, что клубы-обладатели Межконтинентального кубка являются клубными чемпионами мира по футболу.
- МК: финалы Межконтинентальных кубков (1960—2004);
- КЧМ: финалы Клубного чемпионата мира (2000, с 2005 г. по наст. вр.).

## Путь к финалу
| Реал Мадрид                            | Клуб          | Аль-Хиляль                       |
| -------------------------------------- | ------------- | -------------------------------- |
| УЕФА (Европа)                          | Конфедерация  | АФК (Азия и Австралия)           |
| Победитель Лиги чемпионов УЕФА 2021/22 | Отбор         | Отобран по решению Исполкома АФК |
| Пропустил                              | Плей-офф      | Пропустил                        |
| Пропустил                              | Четвертьфинал | 1:1 (доп. вр.) (5:3 п) Видад     |
| 4:1 Аль-Ахли                           | Полуфинал     | 3:2 Фламенго                     |

## Матч
| 11 февраля 2023 20:00 WAT                                   | \| Реал Мадрид \| 5 : 3 отчёт (англ.) \| Аль-Хиляль \| \| Винисиус Жуниор 13′, 69′ · Вальверде 18′, 58′ · Бензема 54′ \| Голы \| Марега 26′ · Вьетто 63′, 79′ \| | «Принц Мулай Абдалла», Рабат Зрителей: 44 439 Судья: Энтони Тейлор |
| Реал Мадрид                                                 | 5 : 3 отчёт (англ.) | Аль-Хиляль                                                         |
| Винисиус Жуниор 13′, 69′ · Вальверде 18′, 58′ · Бензема 54′ | Голы | Марега 26′ · Вьетто 63′, 79′                                       |

| Игрок матча: Винисиус Жуниор Помощники судьи: Гэри Бесвик Адам Нунн Четвёртый судья: Ма Нин Резервный помощник судьи: Чжоу Фэй Видеопомощник судьи: Массимилиано Иррати Ассистенты видеопомощника судьи: Фу Мин Кэтрин Несбитт Редван Джиед | Правила матча - 90 минут основного времени. - В случае ничьей, два дополнительных тайма по 15 минут. - Серия пенальти, если в основное и дополнительное время победитель не выявлен. - Максимум двенадцать запасных игроков. - В основное время предусматривается замена максимум пяти игроков (в три попытки), в случае дополнительного времени допускается ещё одна замена. |